# Саятский этрап
Саятский этрап (туркм. Saýat etraby) — этрап в Лебапском велаяте Туркменистана.
Образован в январе 1925 года как Саятский район Ленинского округа Туркменской ССР.
В мае 1927 Ленинский округ был переименован в Чарджуйский.
В сентябре 1930 Чарджуйский округ был упразднён и Саятский район перешёл в прямое подчинение Туркменской ССР.
В ноябре 1939 Саятский район отошёл к новообразованной Чарджоуской области.
В январе 1963 Чарждоуская область была упразднена, а Саятский район перешёл в прямое подчинение Туркменской ССР.
В декабре 1970 район вновь вошёл в состав восстановленной Чарджоуской области.
14 декабря 1992 года Саятский район вошёл в состав Лебапского велаята и был переименован в Саятский этрап.
25 ноября 2017 года в состав Саятского этрапа включена территория упразднённого Парламентом Туркменистана Сакарского этрапа.